# Takumi Watanabe
Takumi Watanabe (født 15. marts 1982) er en japansk fodboldspiller.
Han har spillet for flere forskellige klubber i sin karriere, herunder Kawasaki Frontale, Montedio Yamagata, Roasso Kumamoto, Matsumoto Yamaga FC og Yokohama FC.